# Kléberson Davide
Kléberson Davide Krasucki (né le 20 juillet 1985 à Conchal) est un athlète brésilien spécialiste du 400 et du 800 mètres.

## Carrière
Il se distingue lors de la saison 2007 en remportant, sur 800 m, son premier titre national senior, puis en décrochant sur cette distance le titre des Championnats d'Amérique du Sud de São Paulo en 1 min 49 s 61. Il participe aux Jeux panaméricains de 2007 où il obtient la médaille d'argent derrière le Cubain Yeimer López. Sélectionné dans l'équipe du Brésil lors des Championnats du monde d'Osaka, en août 2009, Kléberson Davide atteint les demi-finales du 800 m où il réalise 1 min 46 s 45.
Entrainé à São Caetano do Sul par Clodoaldo Lopes do Carmo, finaliste olympique et ancien détenteur du record national du Brésil, Davide participe aux Jeux olympiques de 2008 mais quitte la compétition dès les séries.
En avril 2009, le Brésilien descend pour la première fois de sa carrière sous les 1 min 45 s au 800 m en signant le temps de 1 min 44 s 67 à Belém, avant d'améliorer plus tard dans la saison ce record personnel lors du Grande Premio Brasil Caixa de Atletismo (1 min 44 s 65). Il se classe deuxième des Championnats d'Amérique du Sud 2009 derrière son compatriote Fabiano Peçanha.
Kléberson Davide décroche deux médailles d'argent lors des Championnats Ibéro-américains de 2010 : sur 800 m où il s'incline face à Yeimer López, et sur 4 × 400 m en tant que troisième relayeur. Sélectionné dans l'équipe des Amériques lors de la première édition de la Coupe continentale d'athlétisme, à Split, il se classe quatrième de l'épreuve du 800 m. Lors de cette même saison, le Brésilien améliore sa meilleure performance sur 400 m avec 46 s 16.
Auteur de 1 min 44 s 28 sur 800 m en mai 2011 à Belém (nouveau record personnel), Davide décroche trois médailles lors des Championnats d'Amérique du Sud 2011 de Buenos Aires, s'imposant sur 400 m et au titre du relais 4 × 400 m, et décrochant la médaille d'argent sur 800 m.
Depuis 2012, il est marié avec Franciela Krasucki.

## Palmarès
| Date | Compétition                    | Lieu           | Résultat | Performance |
| ---- | ------------------------------ | -------------- | -------- | ----------- |
| 2007 | Championnats d'Amérique du Sud | São Paulo      | 1er      | 800 m       |
| 2007 | Jeux panaméricains             | Rio de Janeiro | 2e       | 800 m       |
| 2009 | Championnats d'Amérique du Sud | Lima           | 2e       | 800 m       |
| 2010 | Championnats Ibéro-américains  | San Fernando   | 2e       | 800 m       |
| 2010 | Championnats Ibéro-américains  | San Fernando   | 2e       | 4 × 400 m   |
| 2010 | Coupe continentale             | Split          | 4e       | 800 m       |
| 2011 | Championnats d'Amérique du Sud | Buenos Aires   | 1er      | 400 m       |
| 2011 | Championnats d'Amérique du Sud | Buenos Aires   | 2e       | 800 m       |
| 2011 | Championnats d'Amérique du Sud | Buenos Aires   | 1er      | 4 × 400 m   |
| 2011 | Jeux panaméricains             | Guadalajara    | 2e       | 800 m       |
| 2014 | Jeux sud-américains            | Santiago       | 1er      | 800 m       |
| 2014 | Jeux sud-américains            | Santiago       | 1er      | 4 x 400 m   |

## Records
| Épreuve | Performance   | Lieu      | Date              |
| ------- | ------------- | --------- | ----------------- |
| 400 m   | 46 s 16       | São Paulo | 17 septembre 2010 |
| 800 m   | 1 min 44 s 28 | Belém     | 15 mai 2011       |